# Kurdi Imre
Kurdi Imre (Ajka, 1963. február 4. –) magyar költő, műfordító, irodalomkritikus, irodalomtörténész, egyetemi oktató.

## Életpályája
1982 és 1987 között az ELTE Bölcsészettudományi Kar magyar-német szakos hallgatója volt. 1987-1988 között könyvtárosként dolgozott. 1988-1989 között szabadfoglalkozású volt. 1989-ben a Nappali Ház alapító szerkesztője volt. 1989 óta az ELTE BTK Germanisztikai Intézetének tanársegédje, adjunktusa és docense. 1992-ben doktorált. 1994-1999 között a Magyarországi Germanisták Társaságának titkára volt. 2006-ban habilitált.
Első verseskötete 1989-ben jelent meg a Magyar Bibliofil Társaság kiadásában Egy nemlétező narancs címmel. Második verseskötete 300 számozott példányban Várakozás a maradóra címmel a Nyomdacoop kiadásában jelent meg 1995-ben. Műfordítással is foglalkozik. A Helikon Kiadó 1991-ben publikálta Angelus Silesius Kerúbi vándor című epigrammagyűjteményét, melyet Tatár Sándorral közösen fordított. Gottfried Benn, Bertolt Brecht, Georg Trakl és Hans Magnus Enzensberger verseiből készített fordításait folyóiratokban és antológiákban közölte.

## Művei

### Verseskötetei
- Egy nemlétező narancs (versek, Magyar Bibliofil Társaság, Veszprém, 1989)
- Várakozás a maradóra; Nyomdacoop, Bp., 1995 (Íves könyvek)
- Áttetsző, világosszürke árnyalat (versek, 1982–2007) (Parnasszus, 2007)

### Műfordításai
- Angelus Silesius: Kerúbi vándor (Tatár Sándorral, Helikon, 1991)
- Heiner Müller: Képleírás (József Attila Kör, 1997)
- Friedrich Nietzsche: Így szólott Zarathustra (Osiris, 2000)
- Friedrich Nietzsche: Az új felvilágosodás (Osiris, 2001)
- Hugo von Hofmannsthal: Az árnyék nélküli asszony (Európa, 2004) (Györffy Miklóssal és Szabó Edevel közösen)
- Joseph Roth: A szent korhely legendája (Scolar, 2007)
- Arthur Schnitzler: A titokzatos asszony (Európa, 2007) (Lukácsy Andrással és Tatár Sándorral közösen)
- Uwe Tellkamp: A Torony (Magvető, 2010)
- Ilma Rakusa: Rengeteg tenger (Magvető, 2011)
- Thomas Glavinic: A vágyak élete (Európa, 2012)
- Thomas Glavinic: A kamerás gyilkos (Európa, 2014)

### Színházi fordításai
A Színházi Adattárban regisztrált bemutatóinak száma: 6.
- Bertolt Brecht: Baal (1995)
- Tábori György: Mein Kampf (Harcom) (1997, 2010)
- Bertolt Brecht: Puntila úr és a szolgája, Matti (2004)
- Heiner Müller: Kvartett (2011)

## Díjai
- Zoltán Attila-díj (1989)
- Soros-ösztöndíj (1992)
- NKA alkotói ösztöndíj (1999, 2002)
- Az Év Könyve-díj (2000, 2002)
- Wessely László-díj (2014)